# 聖但尼運河

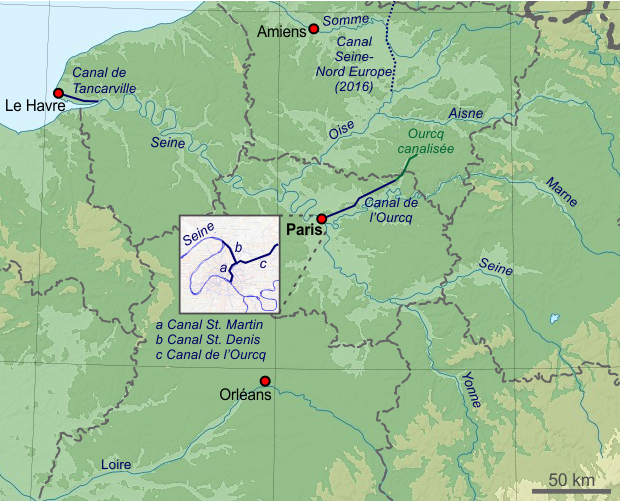
圖中內側方形中的b是聖但尼運河

聖但尼運河（法語：Canal Saint-Denis） 是位於巴黎盆地內的一條運河，長6.6公里。聖但尼運河和烏爾克運河相連。

## 外部連結
- The location of the canal on geoportail.fr[]

48°54′N 2°23′E / 48.900°N 2.383°E